# 헤루빔 성가

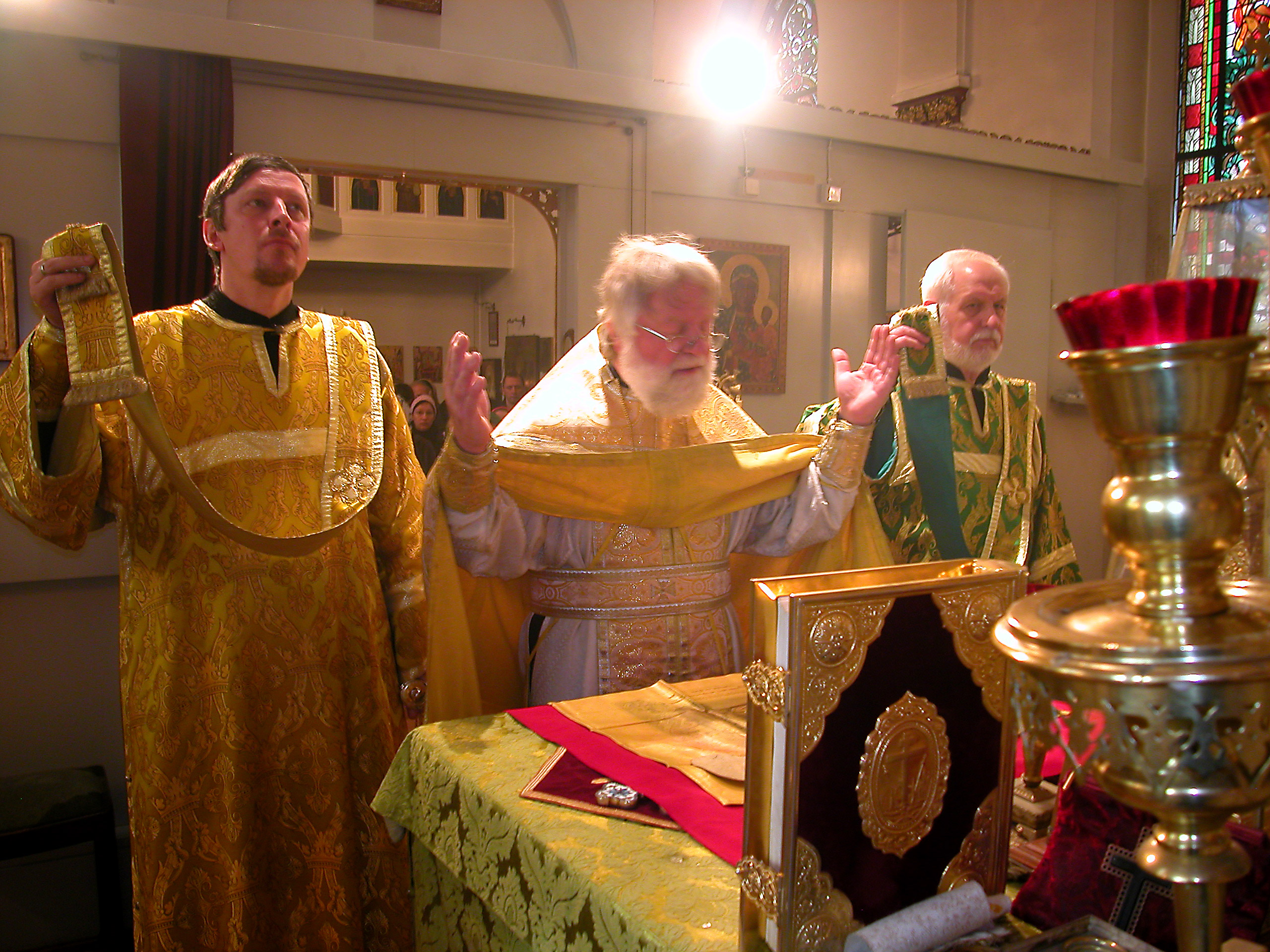
대입당 도입부에 헤루빔 성가를 바치는 정교회 사제와 보제들.

헤루빔 성가(그리스어: χερουβικὸς ὕμνος)는 비잔티움 전례에서 대입당 때 부르는 성가이다. 이 성가는 성찬예배에 참례한 사람들을 상직적으로 하느님의 어좌를 에워싼 천사들과 한자리에 있게 한다.

## 가사
- 그리스어: Οἱ τὰ Χερουβεὶμ μυστικῶς εἰκονίζοντες, καὶ τῇ ζωοποιῷ Τριάδι τὸν τρισάγιον ὕμνον προσᾴδοντες, πᾶσαν τὴν βιοτικὴν ἀποθώμεθα μέριμναν. Ὡς τὸν Βασιλέα τῶν ὅλων ὑποδεξόμενοι, ταῖς ἀγγελικαῖς ἀοράτως δορυφορούμενον τάξεσιν. Ἀλληλούϊα. Ἀλληλούϊα. Ἀλληλούϊα.
- 한국어 (정교회): 우리가 헤루빔을 신비로이 모본하여 생명을 주시는 삼위께 삼성송을 찬송하며 세상의 온갖 걱정을 이제 물리칠지어다. 천사단에 에워싸여 보이지 않는 호위를 받으시는 만유의 왕을 영접하기 위함이니라. 알릴루이야. 알릴루이야. 알릴루이야.
- 한국어 (성공회): 우리가 그룹임을 오묘히 모본하여 생명을 주시는 성삼위일체께 거룩한 노래로 찬송할지어다. 이제 세상의 온갖 걱정을 물리칠지어다. 천신들이 받드는 만유의 임금을 환호하되 알렐루야, 알렐루야, 알렐루야.